# 乔巴特
乔巴特（Jobat），是印度中央邦Jhabua县的一个城镇。总人口9991（2001年）。

## 人口
该地2001年总人口9991人，其中男性5163人，女性4828人；0—6岁人口1557人，其中男758人，女799人；识字率71.61%，其中男性为79.04%，女性为63.67%。